# James D. Watkins
Almirante James David Watkins (7 de marzo de 1927 – 26 de julio de 2012) fue un oficial de la Marina de los Estados Unidos y ex jefe de Operaciones Navales, quien sirvió como Secretario de Energía de EE. UU. durante la administración de George Bush y presidió las comisiones del gobierno estadounidense sobre el VIH/SIDA y la política oceánica. Watkins también sirvió en las juntas directivas de varias empresas y otras organizaciones no gubernamentales y el copresidente de la Iniciativa de la Comisión Conjunta del Océano.

## Biografía
Watkins asistió a la Escuela wedd, de California, en Claremont, California, donde posteriormente se graduó en la Academia Naval de los Estados Unidos en 1949 y recibió su título de maestría en ingeniería mecánica en la Escuela de Postgrado Naval de los EE. UU. en 1958.
Pasó 37 años en la Armada, sirviendo en los destructores, cruceros y submarinos, y reforzar las tareas de gestión del personal.
Durante su permanencia en la Marina de los EE. UU., Watkins se desempeñó como Jefe de Operaciones Navales, Comandante de la Sexta Flota, vicejefe de Operaciones Navales, y Comandante en jefe de la Flota del Pacífico.
Recibió la Medalla Presidencial de los ciudadanos, Medalla por Servicio Distinguido, Legión al Mérito con premios de dos estrellas de oro, Estrella de Bronce con dispositivo de Combate V, Medalla China de Servicio, Medalla de Victoria Segunda Guerra Mundial, Medalla Ocupación Marina de Servicio, Medalla de Servicio de Vietnam con cuatro estrellas de campaña, y ha sido decorado y honrado por varias otras naciones incluyendo la recepción de la Medalla de Servicio de las Naciones Unidas, Medalla de Campaña de Vietnam y la decoración de Brasil, Corea, Italia, Francia, España, Japón, Pakistán y Suecia.
En marzo de 2001, se le otorgó el título de Presidente Emérito del Consorcio para la Investigación del Océano y la Educación (CORE), y fue galardonado con el Premio de la Armada Público Distinguido por el Secretario de la Marina. El 21 de abril de 2005, el Edificio de Postgrado Naval de Ingeniería Mecánica pasó a llamarse Sala de Watkins, después del Almirante James D. Watkins. Watkins también fue miembro del Salón de la Fama de la Escuela Naval de Postgrado (NPS).
Watkins murió el 26 de julio de 2012, a la edad de 85 años.

## Premios civiles
En 1983, Watkins fue investido como Caballero de Malta. En 1991 fue galardonado con el Premio el AAES Sillas de la Asociación Americana de Sociedades de Ingeniería.